# منزل هربرت ن. ستراوس

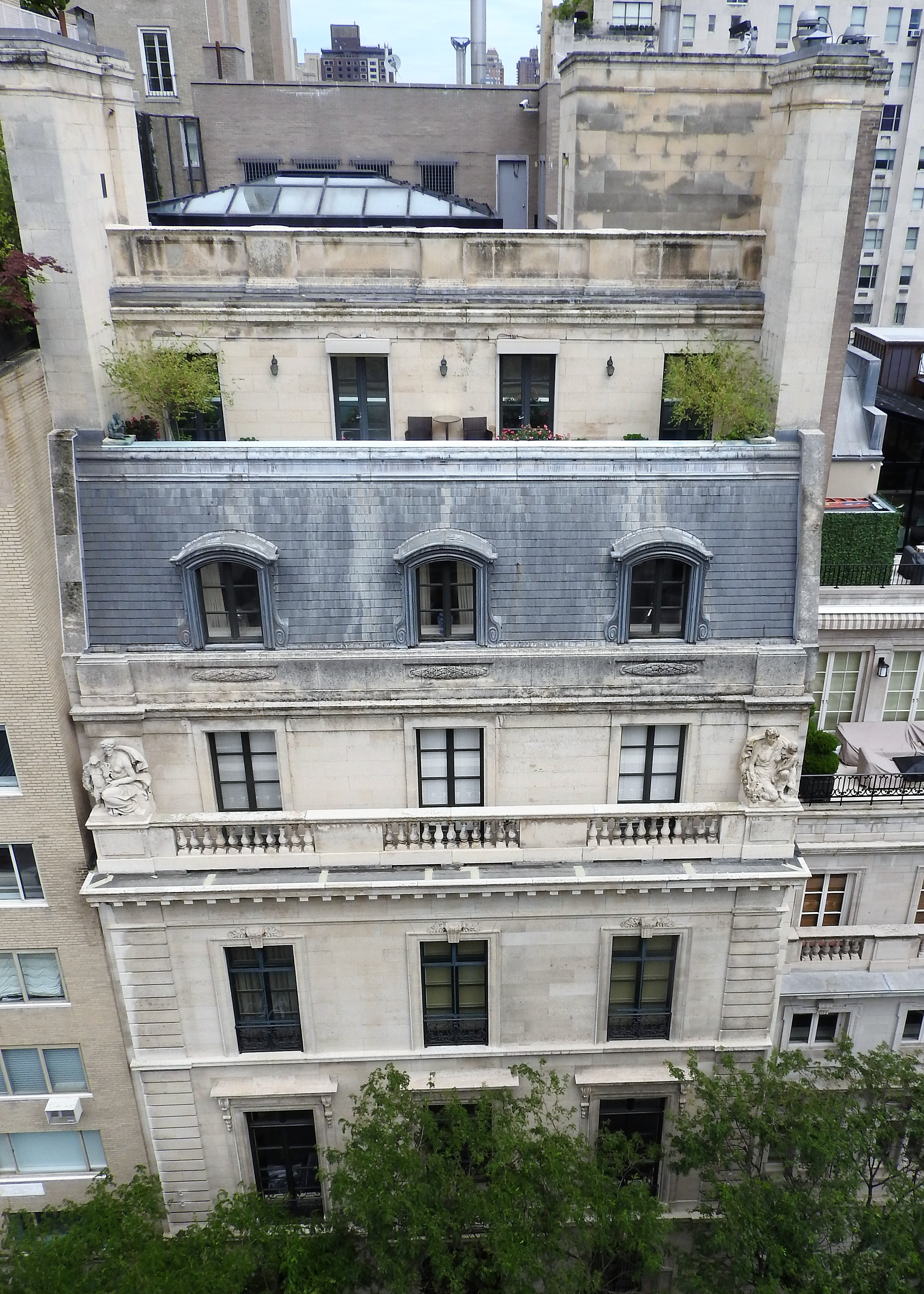
عرض لشارع إيست 71 من الجهة الغربية

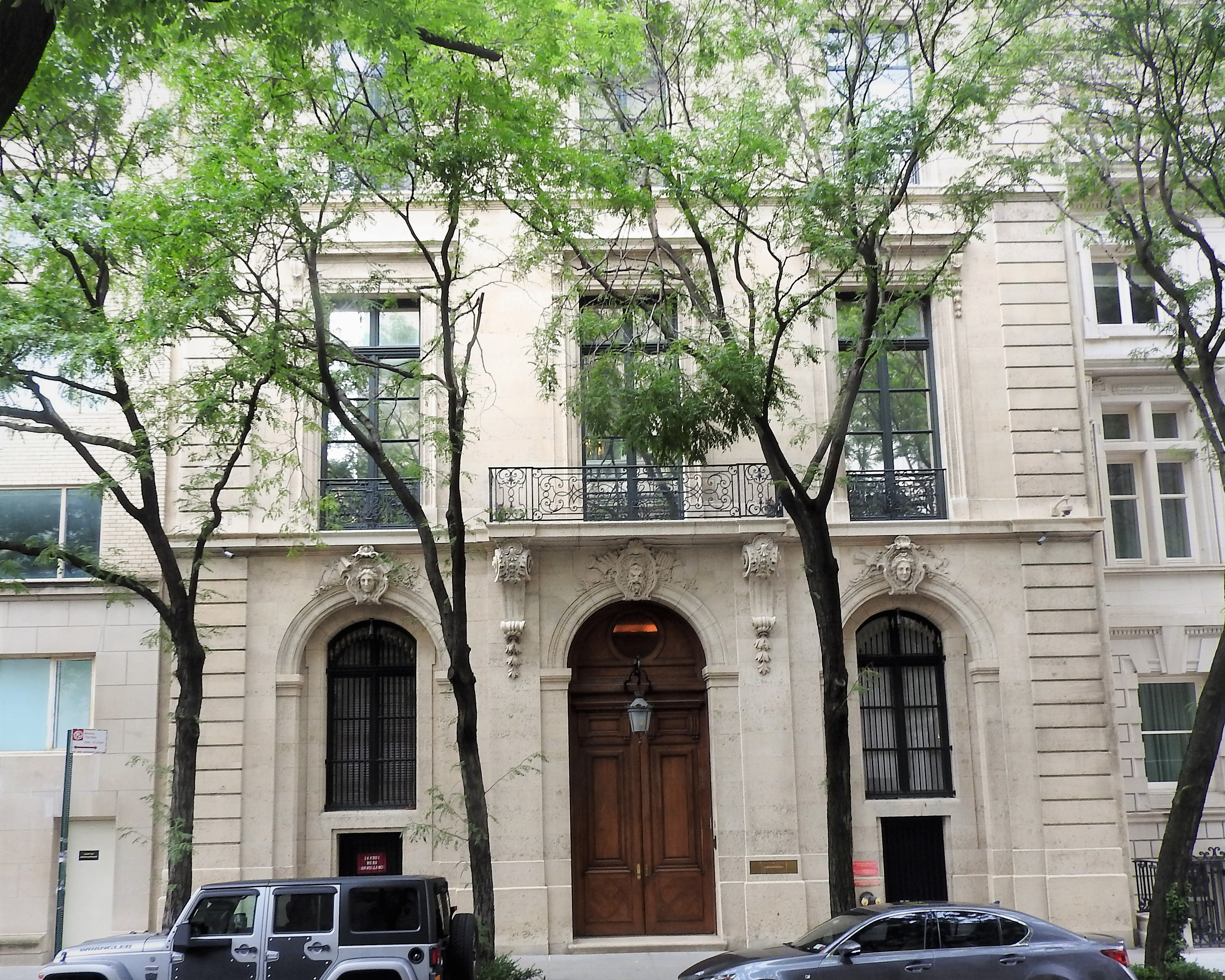
المدخل الرئيسي للمنزل

منزل هربرت ن. ستراوس هو منزل كبير في 9 شارع إيست 71، شرق الخامس أفينيو، في الجانب الشرقي العلوي من مانهاتن في مدينة نيويورك. تم تصميم الواجهة الخارجية بواسطة هوراس ترومباور، وتم الانتهاء منها في عام 1932. تم إضافة تمديد للسقف في عام 1977. كان يُعتقد أن حجم المنزل كان 1950 مترًا مربعًا في أواخر الثمانينيات، وبحلول عام 2003 كان قد تم توسيعه ليصل إلى 4730 مترًا مربعًا، ممتدًا عبر تسعة طوابق. ويعد الباب الخشبي البالغ ارتفاعه 4.5 مترًا والنوافذ المقوسة الكبيرة من السمات المميزة للواجهة الخارجية المصنوعة من الحجر الجيري.كما يوجد رصيف مدفأ أمام المنزل.
وصفت فيكي وارد في عام 2003 المنزل بأنه "جوهرة التاج لمنازل المدينة السكنية... إنه يقع على—أو بالأحرى يسيطر على—الكتلة الواقعة بين شارع 71 وشارعي الخامس وماديسون. يبدو خارج النسب بشكل مبالغ فيه مقارنة مع الجيران ذوي الأربعة والخمسة طوابق، ويبدو أكثر كمؤسسة منه كمنزل"، وأشارت إلى أنه كان يُعتقد أنه أكبر منزل خاص في مانهاتن. وكانت فاتورة ضريبة الممتلكات الخاصة بالمنزل لعام 2008 هي الرابعة من حيث الأعلى لعقار سكني واحد في مدينة نيويورك. وفي عام 2019، قُيم المنزل بمبلغ 77 مليون دولار من قبل المدعي العام الأمريكي للمنطقة الجنوبية من نيويورك، وبـ 56 مليون دولار من قبل إدارة مالية مدينة نيويورك.

## التاريخ
هربرت ستراوس، السادس من بين سبعة أطفال وُلدوا ليزيدور وإيدا ستراوس (شريكا ملكية متجر R. H. Macy & Co.)، لم يعش في المنزل، وتم إلغاء العمل في المنزل قبل وقت قصير من وفاة ستراوس في عام 1933. لم يُكمل ورثة ستراوس العمل في المنزل بسبب التكلفة العالية للضرائب العقارية. كان المنزل غير مكتمل في عام 1944 عندما تم التبرع به من قبل أبناء ستراوس إلى أبرشية نيويورك ليصبح مستشفى.
شغلت مدرسة بيرش واثين المنزل من عام 1962 حتى 1989، عندما تم شراؤه بمبلغ 13.2 مليون دولار من قبل رجل الأعمال الملياردير ليزلي ويكسنر. وقد تم عرضه في عدد ديسمبر 1995 من مجلة Architectural Digest. تم تصميم داخل المنزل تحت إشراف ويكسنر بواسطة جون ستيفانيديس وأعيد تجديده بواسطة المعماري تييري ديبون.

## جيفري إبستين
انتقل جيفري إبستين إلى المنزل في عام 1995، وفي ذلك الوقت ادعى أنه يملكه، على الرغم من أن ملكيته المسجلة تغيرت في عام 2011 من ائتمان مرتبط بكل من ويكسنر وإبستين إلى ائتمان تسيطر عليه إبستين.
زارت فيكي وارد إبستين في المنزل من أجل "الرجل الموهوب إبستين"، وهو ملفها الشخصي في مجلة فانيتي فير عام 2003. كتبت وارد أنها شعرت أنه عند دخول المنزل "تشعر وكأنك قد دخلت إلى زاندو شخص ما الخاص. ليس هذا مجرد منزل شخص غني، بل هو خيال مبني بأسوار عالية وديكورات متنوعه، يبدو أنه لا حدود له". كانت هناك صفوف من "العيون المؤطرة بشكل فردي" التي صُنعت للجنود الإنجليز المصابين، تزين صالة المدخل، إلى جانب "تمثال بالحجم المزدوج لحرباء أفريقية عارية". غرفة تم وصفها بأنها "غرفة الجلد" كانت تحتوي على كراسي مزخرفة بنقوش leopard print وجدران مزينة بـ"قماش بلون الكوردوفان". كان هناك لوحة كبيرة "خيالية شرقية لامرأة تحمل أنبوب الأفيون وتداعب جلد أسد مفترس" معلقة على الجدران.
مكتب كبير يمتد على عرض المنزل، مزين بـ سجادة فارسية كبيرة إلى جانب "خزائن برتغالية مطلية باللون الأسود من القرن الثامن عشر" ومكتب يخص المصرفي ج. بي مورغان. تم الحصول على نسخة من رواية "جوستين، أو" مصائب الفضيلة" للكاتب الماركيز دو ساد، والتي تحكي قصة بطل الرواية البالغ من العمر 12 عامًا والذي تعرض للاعتداء الجنسي. على المكتب. كان البيانو الكبير Steinway يعلوه كلب بودل أسود محشو. أخبر إبستين وارد أنه "لن يطلب منك أي مصمم ديكور أن تفعل ذلك ... لكنني أريد أن يفكر الناس في معنى حشو كلب". كان مصمم الديكور الفرنسي ألبرتو بينتو مسؤولاً عن جزء كبير من التصميم الداخلي. يحتوي المنزل على حمام مبطن بالرصاص مع دائرة تلفزيونية مغلقة.

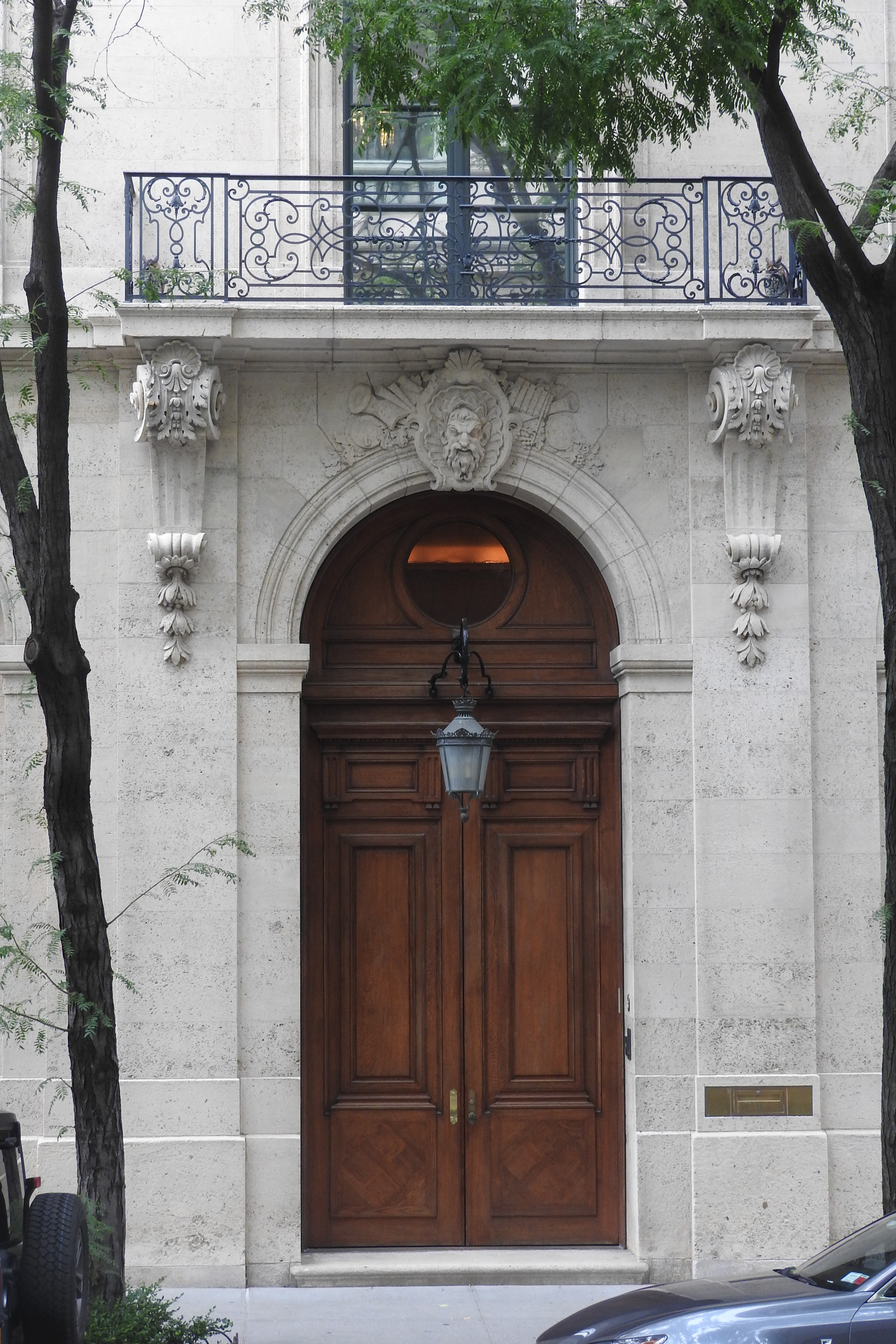
مدخل منزل هربرت ستراوس

قامت السلطات من شرطة مدينة نيويورك (NYPD) ووكلاء مكتب التحقيقات الفيدرالي (FBI) بمداهمة المنزل في يوليو 2019 كجزء من تحقيق فيدرالي حول اتهامات الاتجار بالجنس ضد إبستين.

## بيع المنزل في 2021
في مارس 2021، اشترى مايكل دافي، المدير التنفيذي السابق في جولدمان ساكس، المنزل مقابل 51 مليون دولار، على أن تذهب عائدات البيع إلى برنامج تعويض ضحايا إبستين. حصل دافي على قرض بقيمة 30.6 مليون دولار من سيتي غروب لشراء المنزل.